# Jairo de Andrade Silva
Jairo de Andrade Silva (1917 — 1976) foi um médico neurologista brasileiro.
Um dos pioneiros da eletroneuromiografia (EMG) do Brasil, exerceu suas atividades na cidade de São Paulo.